# 아빙구다 카릴레트역
아빙구다 카릴레트 역(카탈루냐어: Avinguda Carrilet)은 스페인 바르셀로나 남서쪽의 루스피탈레트데류브레가트 시 카릴레트 대로에 위치한 철도 환승역이다. 류브레가트-아노이아 선이 지나는 일반 철도역과 바르셀로나 지하철 1호선이 지나는 지하철역으로 구성되어 있다. 류브레가트-아노이아 노선 쪽 승강장은 바르셀로나 지하철 8호선 (L8선), 바시 류브레가트 지하철 노선인 S3선, S4선, S8선, 통근철도 노선인 R5선, R6선, R50선, R60선이 운행된다. 일반철도역은 카탈루냐 자치정부 철도(FGC)에서 운영하고, 지하철역은 바르셀로나 광역 교통(TMB)에서 운영한다.
지상에 위치한 일반 철도역은 1912년 처음 문을 열었으며, '이에로 델 노르데스테 회사' (Camino de Hierro del Nordeste)에서 운영하였다. 1985년 7월 9일 산 주제프-코르넬라 리에라 간 구간이 지하노선화되면서 지금의 역사가 완공, 영업에 들어갔다. 1987년에는 바르셀로나 지하철 1호선이 토라사 역에서 이곳까지 연장되면서 지하철 역사가 새로 생겼고, 한동안 1호선의 시종착역으로 남아 있다가 1989년 우스피탈 데 벨비제 역까지 다시 연장되면서 일반 역이 되었다.
류브레가트-아노이아 노선용 승강장은 람블라 데 마리나와 마레 데 데우 데 몬세라트 광장 사이에 위치해 있다. 섬식 승강장이 총 2개 있으며 양옆에 선로 2개씩, 2면 2선의 구조로 되어 있다. 이 중 안쪽 선로 두 개는 본선용으로, 바깥쪽 선로 두 개는 추가 용도로 사용한다. 지하철 1호선용 승강장은 람블라 데 마리나 지하에 자리잡고 있으며 카릴례트 대로와 프라트 데 라 리바 거리 사이에 위치해 있다. 내부구조는 96m 길이의 상대식 승강장 두 개로 이뤄져 있다.

## 환승 정보
| 바르셀로나 지하철                      | 바르셀로나 지하철       | 바르셀로나 지하철             |
| -------------------------------------- | ----------------------- | ----------------------------- |
| 벨비제 우스피탈 데 벨비제              | 바르셀로나 지하철 1호선 | 람블라 주스트 올리베라스 폰도 |
| FGC 류브레가트-아노이아 선             |                         |                               |
| 알메다 몰리 노우-시우타트 코오페라티바 | L8선                    | 산 주제프 플라사 데스파냐     |
| 알메다 칸 로스                         | S3선                    | 산 주제프 플라사 데스파냐     |
| 알메다 올레자 데 몬세라트              | S4선                    | 산 주제프 플라사 데스파냐     |
| 알메다 마르토렐-엔랴스                 | S8선                    | 산 주제프 플라사 데스파냐     |
| 알메다 콰트레 카민스                   | S9선                    | 산 주제프 플라사 데스파냐     |
| 알메다 만레자 바샤도르                 | R5선                    | 산 주제프 플라사 데스파냐     |
| 알메다 이괄라다                        | R6선                    | 산 주제프 플라사 데스파냐     |
| 알메다 만레자 바샤도르                 | R50선                   | 산 주제프 플라사 데스파냐     |
| 알메다 이괄라다                        | R60선                   | 산 주제프 플라사 데스파냐     |